# Rassau
Rassau (en anglais) ou Rasa (en gallois) est une communauté du Blaenau Gwent, au pays de Galles.
Elle est créée en 2010 par scission de la communauté de Beaufort. Au recensement de 2011, elle comptait 3 234 habitants.